# DOPPEL
『DOPPEL』（ドッペル）は、KANA-BOONのメジャー1枚目のオリジナルアルバム。2013年10月30日にKi/oon Recordsから発売された。

## 概要
- 初のオリジナルフルアルバム作品。初回特典は無いが、先着でクリアファイル、ステッカーが付属された[2]。
- 収録曲「1.2. step to you」「ウォーリーヒーロー」はMVが製作されている。
- アルバムタイトルについて谷口は、｢初めは僕の曲の多面性を表わした別のタイトルがあったんですけど、それを“二面性”を表わす『DOPPEL』に変えた。“もう一人の自分”っていう。過去の僕らと、今の僕らっていう意味で。『DOPPEL』には“コピー”とか“うつし”っていう意味もある。僕らはアジカンとか2000年代のJ-ROCKから大きな影響を受けたことは確かだけど、“いいとこ取り”とか“二番煎じ”って言われることには抵抗がある。これから時間をかけてオリジナリティを追求していくつもりです。｣と語っている[3]。

## 収録曲
| 全作詞・作曲: 谷口鮪。 |                            |        |            |      |
| #                      | タイトル                   | 作詞   | 作曲・編曲 | 時間 |
| 1.                     | 「1.2. step to you」       | 谷口鮪 | 谷口鮪     | 4:05 |
| 2.                     | 「ワールド」               | 谷口鮪 | 谷口鮪     | 2:55 |
| 3.                     | 「ウォーリーヒーロー」     | 谷口鮪 | 谷口鮪     | 3:40 |
| 4.                     | 「MUSiC」                  | 谷口鮪 | 谷口鮪     | 4:08 |
| 5.                     | 「東京」                   | 谷口鮪 | 谷口鮪     | 5:10 |
| 6.                     | 「白夜」                   | 谷口鮪 | 谷口鮪     | 3:07 |
| 7.                     | 「目と目と目と目と」       | 谷口鮪 | 谷口鮪     | 4:08 |
| 8.                     | 「盛者必衰の理、お断り」   | 谷口鮪 | 谷口鮪     | 4:03 |
| 9.                     | 「夜をこえて」             | 谷口鮪 | 谷口鮪     | 4:36 |
| 10.                    | 「羽虫と自販機」           | 谷口鮪 | 谷口鮪     | 4:33 |
| 11.                    | 「A.oh!! ＜Bonus Track＞」 | 谷口鮪 | 谷口鮪     | 4:31 |
| 合計時間:              | 合計時間:                  | 44:56  |            |      |

### 楽曲解説
1. 1.2. step to you
Docomo『dヒッツ』CMソング。
インディーズ時代に開催していたイベント「ゆとり」にて配布されたCD『ゆとりコンピ』収録曲のアレンジであり、「ないものねだり」の続編にあたる曲。
MVは「ないものねだり」のMVの映像を一部流用しており、「ないものねだり」のMVにも登場した中華料理屋や潮風公園で撮影されている。引き続き山岸聖太が監督を務め、岸井ゆきのが出演している。
2. ワールド
自主制作2ndアルバム『わかってないのは僕だった。』収録曲のアレンジ。
3. ウォーリーヒーロー
MVが制作されている。岩口哲也が監督を務め、千葉県のアウトレットコンサート長柄ロングウッドステーションで撮影されている。
谷口は「警告っていうか「現状で大丈夫か?」って警鐘を鳴らしてます。曲作りの終盤に、初めて書いたメッセージソングです」と語っている[3]。
4. MUSiC
自主制作シングル『耳をふさいで』収録曲のアレンジ。
5. 東京
自主制作2ndシングル『わかってないのは僕だった。』収録曲のアレンジ。
谷口は「大阪にいた2年前に書いた。“駄菓子屋”っていう具体的な言葉を使って、初めてちゃんとした歌詞が書けた曲です」と語っている[3]。
6. 白夜
7. 目と目と目と目
自主制作シングル『目をとじて』収録曲のアレンジ。
打ち込みサウンドが導入されており、谷口は「この曲は去年出した限定盤でも音源化したんですけど、その時の仕上がりが僕の中で100点満点。今回、前回を越えたかったんですけど、録り終えた時に達成感がなくて。だから、ミックス作業の終盤で大胆に変えてみることにしたんです。“ちょっとエレクトロなサウンドに変えてみようか?”という話をして。そういうアレンジをしてみたら100点どころか1000点、１万点くらいになりました」と語っている[4]。
8. 盛者必衰の理、お断り
1st シングル。
9. 夜をこえて
10. 羽虫と自販機
11. A.oh!! ＜Bonus Track＞
自主制作1stアルバム『感情起爆剤』収録曲のアレンジ。ボーナストラックであるためか、歌詞カードに歌詞が記載されていない。